# Ivan I. od Monaka
Ivan I. od Monaka (Monako, 1382. – Monako, 8. svibnja 1454.), monegaški gospodar u tri navrata, prvo zajedno s bratićem Lujem 1395. godine, zatim zajedno s braćom Ambrozijem i Antonijem II. od 1419. do 1433. godine, a potom samostalno do 1454. godine. Bio je četvrti od šest sinova monegaškog gospodara Rainiera II. († 1407.), koji je nakon gubitka Monaka bio gospodar Mentona i Roquebrunea.
Tijekom svoje vladavine, više se puta sukobljavao sa stranim državama, kojima je, poput Genovi prodao 1429. godine utvrdu Monaka za 12.000 đenoveških lira, a potom je opet osvojio i poništio ugovor.
Oženio je Pomellina Fregoso, s kojom je imao kćer Costanzu, sina i nasljednika Catalana te mlađeg sina Bartolomeja.